# Irish Cricket Union
Il Irish Cricket Union (indicato spesso anche con l'acronimo ICU o anche come Cricket Ireland) è la federazione nazionale irlandese del gioco del cricket.

## Giurisdizione
Analogamente a quello che accade in altri sport (Rugby Union e Hockey su prato) questa federazione gestisce la propria disciplina in tutta l'isola d'Irlanda, comprendendo quindi sia la Repubblica d'Irlanda che l'Irlanda del Nord. A causa di questo in ogni occasione la federazione non usa mai le bandiera nazionali ma una bandiera apposita raffigurante dei trifogli verdi su sfondo blu.

## Storia
L'Irish Cricket Union fu costituita nel 1923, anche se già nel 1890 venne formata una associazione con l'unico compito di selezionare la squadra nazionale. Dieci anni dopo la federazione venne rifondata con un nuovo statuto che le concesse maggiori poteri rispetto alle associazioni provincial. Il 6 luglio 1993 è stata accettata come associate member all'International Cricket Council.
Visti i grandi progressi della squadra nazionale, il 22 giugno 2017 l'ICC ha concesso alla federazione lo status di full member.